# غانم علي (كاتب)
لم يتم العثور على روابط لمواقع التواصل الاجتماعي.

غانم علي بن عمر هو كاتب فرانكفوني وسيناريست ومخرج جزائري، ولد في20 سبتمبر 1943  بدوار دريد (عين البرج حاليا).

## أعماله التلفزيونية
- 1982: زوجة لابني
- 1970: مكتوب
- 1975: فرنسا الأخرى
- 2007: كل امرئ له حياته Chacun sa vie بحاجة لترجمة جيدة من الفرنسية

## أعماله الأدبية
- الحنش ذو سبعة رؤوس[2][3]
- زوجة لابني [4]

## روابط خارجية
- غانم علي على موقع IMDb (الإنجليزية)
- غانم علي على موقع ألو سيني (الفرنسية)
- غانم علي على موقع أول موفي (الإنجليزية)
- غانم علي على موقع قاعدة بيانات الفيلم (الإنجليزية)
- غانم علي على موقع كينوبويسك (الروسية)